# Вја С. Ђовани (Беневенто)
Вја С. Ђовани је насеље у Италији у округу Беневенто, региону Кампанија.
Према процени из 2011. у насељу је живело 553 становника. Насеље се налази на надморској висини од 67 м.